# 涼平 (ギタリスト)
涼平（りょうへい、本名：仙洞田涼平、1983年3月27日 - ）は、ヴィジュアル系ロックギタリスト、作曲家、作詞家、音楽プロデューサー。慶應義塾大学理工学部情報工学科卒業。愛称はぺこ、りょぺこ、涼ぺこ、ぺこたす、など。

## 経歴
大学入学後、雛罠を結成しバンド活動を始める。その後、自身をヴォーカルに据えてセッションバンド暴君会議を結成するが後に活動休止。セッションバンド奇人譚（奇人譚のメンバーには現・アリス九號.の将も在籍していた）、エッチと経て彩冷えるを結成し、リーダー兼メイン・コンポーザーとして活動するが、方向性の違いなどを理由として2006年8月30日のライヴをもって脱退した。
彩冷える脱退後、インザーギらとともにメガマソを結成し、2017年11月23日のライヴをもって解散するまで約11年間活動した。
現在は2016年2月25日にthe telephonesの松本誠治らと共に結成したMigimimi sleep tightで活動しており、過去には彩冷えるの葵と組んだユニット葵＆涼平 incl.アヤビエメガマソで活動していたほか、後進バンドのワタシメスラッグ（2009年4月4日解散）のプロデュースと楽曲提供も行っていた。

## 人物
- 幼少の頃からクラシック音楽に親しんできており、自身が作った楽曲の中にはクラシック音楽を引用したものも存在する（雛罠の『魚さん』（ショパンの「別れの曲」）や彩冷えるの『ビッツ-圧縮-ロール』（J.S. バッハの「2つのヴァイオリンのための協奏曲」）など）。また、歌詞も多くを自ら手がけている。
- 趣味は女装。また、ステージでの衣装やメイクは女形（ただし、Migimimi sleep tightでの活動以降は女形ではなくなっている）であり、ヴィジュアル面においてIZAMの影響があったことを公言する数少ない現役ミュージシャンである（ただし、音楽面への影響はそれほどでもないとのこと）。
- その他、影響を受けたバンドとしてDAS:VASSERを挙げており、ヴィジュアル系を学び始めた時に最初に買ったCDがDAS:VASSERのCDだったといい、「僕その後にいろんなバンドを聴いたんです。だけど、ファーストインパクトはDAS:VASSERなんです全部」とインタビューで答えている[4]。
- 特技はピアノであるが、なぜギタリストになったかというと「キーボードはカッコいいと思えないから、ギターを持って弾いてる自分が好きだから」。
- 自身のブログでは、一日に多くの更新をしている。また、記事と一緒に画像を載せることがほとんどである。
- 大学在学中はプログラミングを専攻していた。バンド活動と並行して学業を行っていたために標準的な修業年限である4年での卒業はできなかったものの、2008年3月に、ブログにて卒業した旨を公表した[2]。

## 略歴
- 2002年4月 - 雛罠結成（2002年1～3月位にメンバー集まり4月に雛罠として初ライヴ）。
- 2003年8月3日 - 雛罠解散。
- 2003年7～8月 - 暴君会議在籍。
- 2003年10月？ - 奇人譚（キジン譚）結成？
- 2004年1月？ - 奇人譚（キジン譚）解散？
- 2004年5月 - 彩冷える結成。
- 2006年8月 - 彩冷える脱退。
- 2006年12月 - メガマソ結成。
- 2008年5月 - フジテレビ系列の番組「熱血!平成教育学院」に出演。
- 2009年2月 - テレビアニメ「鋼殻のレギオス」のために結成されたバンドChrome Shelledにギタリストとして参加。
- 2010年12月 - 彩冷えるの葵とユニット葵＆涼平 incl.アヤビエメガマソを結成。
- 2013年11月 - 本格文學朗読劇シリーズ≪極上文學≫第5弾『Kの昇天～或はKの溺死～』に読み師として出演。
- 2015年12月 - メガマソが12月16日に行われる9周年記念公演をもっておよそ1年間の少し長めの冬眠（活動休止）をすると発表。
- 2016年2月 - the telephonesの松本誠治らと共にMigimimi sleep tightを結成。
- 2016年12月 - メガマソが12月10日に開催したライヴをもって活動再開。
- 2017年8月 - 同年11月23日をもってメガマソ解散を発表。
- 2017年11月 - 11月23日に東京・北とぴあ さくらホールで行った解散ライヴをもってメガマソ解散。

## ディスコグラフィー

### 楽曲提供
- キルンベルガー第一法 （作詞：総史 / 作曲：涼平）
  - ワタシメスラッグのミニアルバム「重力」（2007年8月22日）収録曲。
- 浮き世の夢 （作詞：Vomos / 作曲：涼平）
  - 佐々木喜英のマキシシングル「H1」（2011年10月23日）収録曲。
- MUSIC （作詞：葵 / 作曲：涼平[5]）
  - 葵-168-の配信限定シングル「MUSIC」（2017年8月10日）収録曲。

### コラボレーション作品
- ザタワーオブデカダン （2011年10月7日）
  - マチゲリータ×涼平(メガマソ)名義で発表。
  - 2011年10月7日発売の「Gekkayoインターネットミュージック」連動企画。ボカロPであるマチゲリータとコラボレーションして作られたものであり、雑誌発売同日にニコニコ動画上に動画がアップされた[6]。

- モノクローム （2011年2月16日）
  - 葵&涼平 incl.アヤビエメガマソ名義で発売。
  - 徳間ジャパンコミュニケーションズ、エイベックスによるコラボレーション作品であり、計4タイプがリリース（詳細は葵 (歌手)を参照）。

- 密室落下寓話 （2012年3月13日）
  - デスおはぎ＆涼平(メガマソ)名義で発表。
  - 2012年3月13日発売の「GekkayoインターネットミュージックVol.2」連動企画。ボカロPであるデスおはぎ（松任谷P）とコラボレーションして作られたものであり、雑誌発売同日にニコニコ動画上に動画がアップされた[7]。

- V-ANIME collaboration -homme- （2014年3月26日）
  - Kaya×涼平（メガマソ）名義でアニメ「幽☆遊☆白書」のエンディングテーマ「太陽がまた輝くとき」をカバーした。

- V-ANIME collaboration -femme- （2014年5月14日）
  - Kaya×涼平（メガマソ）名義でアニメ「美少女戦士セーラームーン」のオープニングテーマ「ムーンライト伝説」をカバーした。

## メディア

### イベント
- オモサンでアニソン！！ （2014年3月6日）
  - 表参道GROUNDで開催されたイベント。DJぺこし(fromメガマソ)として出演[8]。
- チェインクロニクル 2nd Anniversary 義勇軍の絆[9] （2015年6月14日、6月27日、7月11日）

### バラエティ番組
- 天才てれびくんMAX （NHK、2007年2月27日）
- 熱血!平成教育学院 （フジテレビ、2008年5月11日）
- アイドルMAKER'S （テレビ埼玉、2014年8月29日、9月3日、9月19日）

### インターネット配信
- 淳子の部屋[10] （YouTube（Zany Zap公式チャンネル）、2013年2月20日）
- ViSULOG.TV[11] （2013年3月6日、4月3日）
- 楽屋の神様 （ニコニコ生放送、2013年9月17日）
- めざせ、ボカロP！！～ボカキューハイスクール特別編～[12] （ニコニコ生放送、2013年12月26日）
- やまだひさしのニコラジ[13] （ニコニコ生放送、2014年2月4日）
- 矢メトーク （ニコニコ生放送、2015年5月19日、7月7日、9月1日）
- チェンクロ公式ニコ生『チェンクロ 2015 秋の陣』[14] （ニコニコ生放送、2015年10月16日）
- チェンクロ公式ニコ生『チェンクロ 2015 冬の陣』[15] （ニコニコ生放送、2015年12月18日）

### 舞台
- 本格文學朗読劇シリーズ≪極上文學≫第5弾『Kの昇天～或はKの溺死～』[16] （2013年11月27日～12月3日）